# 5887 Yauza
Az 5887 Yauza (ideiglenes jelöléssel 1976 SG2) a Naprendszer kisbolygóövében található aszteroida. Nyikolaj Sztyepanovics Csernih fedezte fel 1976. szeptember 24-én.